# 3454 Lieske
3454 Lieske eller 1981 WB1 är en asteroid i huvudbältet som upptäcktes den 24 november 1981 av den amerikanske astronomen Edward L.G. Bowell vid Anderson Mesa Station. Den är uppkallad efter den amerikanske astronomen Jay Henry Lieske.
Asteroiden har en diameter på ungefär 5 kilometer och den tillhör asteroidgruppen Flora.